# Fânari (Gorgota), Prahova
Fânari este un sat în comuna Gorgota din județul Prahova, Muntenia, România.
Așezarea este atestată documentar din anul 1790.
În 1930, era sat în comuna Crivina, plasa Ploiești și avea 239 de locuitori.